# كمال السامرائي
كمال السامرائي (1914 -1999)، وهو طبيب عراقي ولد في مدينة سامراء، ولهُ بحوث ودراسات في مجال علاج العقم والتلقيح الاصطناعي، وكذلك في مجال تاريخ الطب ولقد شيدت الحكومة العراقية في بغداد مستشفى تحمل اسمهُ تكريماً له، ويوجد في مستشفى (الدكتور كمال السامرائي) مركز الخصوبة وعلاج العقم، وأطفال الأنابيب المختبرية، وهو الأول والوحيد المتخصص في هذا المجال في العراق.
ومن أولاده الدكتور محمد السامرائي الاستشاري في اختصاص النسائية والتوليد في بريطانيا.

## ولادته
ولد في مدينة سامراء عام 1914، ثم في بغداد سكنَ في منطقة المسبح.

## دراسته
درس الابتدائية في سامراء والمتوسطة في الحلة، وتخرج من الإعدادية المركزية في بغداد عام 1931 وكان من الأوائل، ودخل الكلية الطبية عام 1932 وكان عميدها الدكتور سندرسن ووكيله الدكتور (هولمز) حيث أطلق عليهِ لقب السامرائي. ولقد تخرج من الكلية الطبية الملكية العراقية في الدفعة السادسة، للسنة الدراسية 1938-1939.

## من أهم إنجازاته وشهاداته الطبية
- أول عراقي التحق في قسم النسائية والتوليد برئاسة الدكتور كندي وتدرب على يديه ليتخصص في هذا المجال.
- في سنة 1939 أول من تطوع للعمل في المستشفى الملكي وبقي فيها ثلاث سنوات.
- في سنة 1942 أصبح طبيباً لأميرات العائلة المالكة.
- حصل على شهادة الماجستير في جراحة الامراض النسائية والتوليد سنة 1945.
- وفي سنة 1946 كان في منصب أستاذ مشارك في قسم الأمراض النسائية والتوليد بكلية الطب الملكية.
- ابتدأ التدريس الكلية الطبية سنة 1950.
- رفع إلى منصب أستاذ الأمراض النسائية والتوليد سنة 1954، وكان أول من حصل على هذه الدرجة من العراقيين الذين تخرجوا من الكلية الطبية.
- حصل على شهادة عضوية الكلية الملكية البريطانية في الأمراض وزمالة الكلية (FRCOG) في سنة 1963، وهو سابع شخص في العالم يمنح هذه الشهادة.
- حاز منصب أستاذ متمرس في جامعة بغداد سنة 1975.
- أحيل على التقاعد بطلب منه سنة 1978.
- منح وسام المؤرخ العربي عام 1987.
- منح وسام الاستقلال درجة (3) من قبل الملك عبد الله بن الحسين الأول.
- شارك في عدة مؤتمرات دولية وعالمية في كندا وبريطانيا.

## مؤلفاته
للدكتور كمال السامرائي عدة بحوث في مجال الطب، ولقد كتب عدة مقالات في اللغتين العربية والإنكليزية ولهُ مؤلفات تراثية وتاريخية منها:
- تاريخ الطب العربي (جزئين).
- حديث الثمانين (أربعة أجزاء).
- الأمراض النسوية في التاريخ القديم وأخبارها في العراق الحديث.
- الكتاب الناقح في كيفية تعلم صناعة الطب لابن رضوان.[4]

ومن مؤلفاته الطبية المنشورة في الصحف والمجلات:
- سرطانات المشيمة في العراق - مجلة كلية الطب - بغداد.
- تأريخ القبالة في العراق - مجلة ذوي المهن الصحية - بغداد.
- الطب في العصور الإسلامية - مجلة ذوي المهن الصحية - بغداد.
- الطب فيما بين النهرين - مجلة ذوي المهن الصحية - بغداد.
- الطب وتاريخه عند العرب - مجلة المورد - بغداد.
- بغداد منشأ الطب العربي - مجلة آفاق عربية - بغداد.
- المعجم الطبي الموحد - تقريض ونقد.
- تعريب لغة تعليم الطب - جريدة العراق.

## وفاته
توفي الدكتور كمال في سنة 1999.